# Лавантталь-Арена
«Лавантталь-Арена» (нім. Lavanttal-Arena) — футбольний стадіон у місті Вольфсберг, Австрія, домашня арена ФК «Вольфсбергер». 

## Історія
Стадіон відкритий 1984 року як «Шпортштадіон Вольфсберг». У 1988 році завершено будівельні роботи, зокрема спорудження трибуни. 2012 року, у зв'язку із виходом «Вольфсбергера» до Бундесліги, була здійснена капітальна реконструкція арени, оскільки вона не відповідала вимогам ліги. Вміщує 7 300 глядачів. Над головною трибуною, поділеною на два рівні, споруджено дах. Стадіон перейменовано на «Лавантталь-Арена».
Арена має футбольний профіль і використовується в основному для проведення футбольних матчів, однак навколо поля встановлені бігові доріжки, площа яких особливо зменшується навпроти головної трибуни. Поблизу стадіону розташовані два додаткових поля, легкоатлетичний майданчик, майданчики для ігор у волейбол, гандбол, баскетбол та тенісний корт.